# 나연수
나연수(1986년 7월 14일 ~ 광주광역시)는 대한민국의 YTN 기자이다. (YTN 24)

## 개요
2005년 연세대학교에 입학하여 심리학을 전공했다. 대학 재학 시절부터 방송쪽으로 진로를 정하고 PD를 꿈꿨으나, 방송사 공채 시험에서 떨어졌다. 이후 주변의 권유로 아나운서 시험 준비를 하다가 적성에 맞지 않아 관두고, 다시 PD를 목표로 준비 중 언론 시험에 대한 감을 유지하기 위해 YTN 입사 시험을 봤는데 뜻하지 않게 합격하면서 기자로 진로를 바꾸게 되었다. 2010년 공채 13기로 YTN 입사 후 보도국 사회1부 기자로 근무하였다. 2010년 말에는 YTN 얼짱 기자로 누리꾼들의 주목을 받기도 했다. 이후 문화부에서 근무하였고, 주말 뉴스 앵커도 맡았다.

## 학력
- 2002~2005 송원여자고등학교
- 2005~2009 연세대학교 심리학 학사

## 경력
- 2010~ YTN 기자 (YTN 24)
- YTN 보도국 사회부 사건팀
- YTN 뉴스기획팀
- YTN 문화부 기자
- YTN 앵커
- YTN 국회 출입 기자
- YTN 청와대 기자
- 2023 YTN 경제부 담당기자

## 출연

### 방송
- YTN 뉴스출발 (YTN 24)
- YTN 대한민국 아침뉴스 (YTN 24)
- YTN 더 뉴스 (YTN 24)

### 영화
- 2014년 카트 - YTN 기자 역
- 2019년 블랙머니 - YTN 뉴스 아나운서 3 역